# Râul Soloneț, Ucraina
Râul Soloneț (în ucraineană Солонец, transliterat: Soloneț) este un curs de apă, afluent al râului Sirețel din regiunea Cernăuți a Ucrainei.